# Jagüey Grande
Jagüey Grande és un municipi cubà de la província de Matanzas. Està localitzat al nord de Playa Girón (Bahía de los Cochinos), a l'est de la península de Zapata, i al costat de la Carretera Central. Jagüey Grande té una població de 57.771 habitants.